# Maybellene/Wee Wee Hours
Maybellene/Wee Wee Hours è un singolo di Chuck Berry pubblicato nel luglio 1955 dalla Chess Records di Chicago. in gommalacca a 78 giri e in vinile a 45 giri.

## Descrizione
Fu il singolo di debutto di Berry ed il suo primo successo; entrambi i brani vennero registrati il 21 maggio 1955. Secondo l'idea di Berry Wee Wee Hours avrebbe dovuto essere il lato A, ma Leonard Chess decise di spostarla sul lato B e di conseguenza di promuovere Maybellene.
Il brano sul lato A Maybellenne venne incluso nella colonna sonora del film Il re del rock and roll, mentre Wee Wee Hours nel 1957 entrò nell'album After School Session.

## Tracce
LATO A
1. Maybellene – 2:16 (Chuck Berry; edizioni musicali Arc Music Publishing)

LATO B
1. Wee Wee Hours – 2:59 (Chuck Berry; edizioni musicali Arc Music Publishing)

## Musicisti
- Chuck Berry: chitarra, voce
- Johnnie Johnson: pianoforte
- Willie Dixon: basso
- Jasper Thomas: batteria
- Ebby Hardy: batteria
- Jerome Green: maracas